# Lafayette (Colorado)
Lafayette é uma cidade localizada no estado americano de Colorado, no Condado de Boulder.

## Demografia
Segundo o censo americano de 2000, a sua população era de 23.197 habitantes.
Em 2006, foi estimada uma população de 24.211, um aumento de 1014 (4.4%).

## Geografia
De acordo com o United States Census Bureau tem uma área de
23,1 km², dos quais 22,9 km² cobertos por terra e 0,2 km² cobertos por água. Lafayette localiza-se a aproximadamente 1588 m acima do nível do mar.

## Localidades na vizinhança
O diagrama seguinte representa as localidades num raio de 16 km ao redor de Lafayette.